# Le Livre d'or de la science-fiction : Science-fiction italienne
Le Livre d'or de la science-fiction : Science-fiction italienne est une anthologie de quatorze nouvelles de science-fiction consacrée à la science-fiction italienne, publiée en octobre 1981 en France. Rassemblées par Jean-Pierre Fontana et Lino Aldani , les nouvelles sont parues entre 1960 (Les Années d'attente) et 1977 (La Logique du Murex).

## Publication
L'anthologie fait partie de la série francophone Le Livre d'or de la science-fiction, consacrée à de nombreux écrivains célèbres ayant écrit des œuvres de science-fiction. Elle ne correspond pas à un recueil déjà paru aux États-Unis ; il s'agit d'un recueil inédit de nouvelles, édité pour le public francophone, et en particulier les lecteurs français.
L'anthologie a été publiée en octobre 1981 aux éditions Presses Pocket, collection Science-fiction no 5119  (ISBN 2-266-01073-5).
L'image de couverture a été réalisée par Marcel Laverdet.

## Préface
- Une quête de l'identité, préface de Jean-Pierre Fontana et de Lino Aldani à « lire en ligne » sur le site NooSFere (pages 7 à 45)
- Quelques avis sur la S.-F. italienne, Jean-Pierre Fontana (pages 46-47)

## Liste des nouvelles
- Les Années d'attente (Gli anni dell'attesa, 1960), de Maurizio Viano
- Ministre de nuit (Ministro notturno, 1963), de Anna Rinonapoli
- Les Belles Filles de madame Doré (Le belle figli di Madama Dore, 1963), de Giuseppe Pederiali
- Un triptyque pour nos frères (Un trittico per i fratelli, 1963), de Sandro Sandrelli
- Trente-sept degrés centigrades (Trentastte centigradi, 1963), de Lino Aldani
- Le Dernier Pape (L'ultimo Papa, 1965), de Roberto Vacca
- Propos sur Londres et quelques crimes (Di alcuni delitti, a Londra, 1968), de Ugo Malaguti
- L'Explosion du Minotaure (L'esplosione del minotauro, 1971), de Vittorio Curtoni
- La Fin de l'âge d'or (Fine dell'eta d'oro, 1971), de Piero Prosperi
- Où meurt l'Astragale (Dove muore l'Astragalo, 1971), de Livio Horrakh
- Les Hommes des tableaux (Quelli del quadri, 1972), de Renato Pestriniero
- Dans la boule de cristal (Nella Sfera, 1972), de Vittorio Catani
- Circé (Circé, 1976), de Mauro Antonio Miglieruolo
- La Logique du murex (Logica des Murice, 1977), de Gianni Montanari